# Веть (приток Иссы)
Веть — река в России, протекает по Себежскому и Опочецкому районам Псковской области. Устье реки находится в 98 км по правому берегу реки Иссы. Длина реки составляет 57 км, площадь водосборного бассейна — 426 км². Высота устья — 93,5 м над уровнем моря.
В 37 км от устья справа в реку впадает одноимённая река Веть.

## Данные водного реестра
По данным государственного водного реестра России относится к Балтийскому бассейновому округу, водохозяйственный участок реки — Великая. Относится к речному бассейну реки Нарва (российская часть бассейна).
Код объекта в государственном водном реестре — 01030000112102000027963.